# Texas (film 2005)
Texas è un film del 2005 diretto da Fausto Paravidino.
Il film, prodotto dalla Fandango, racconta la vita di un gruppo di amici di un piccolo paese della Provincia di Alessandria, Rocca Grimalda, nell'arco di tre notti, una di novembre, una di dicembre vicina al Natale, l'ultima a febbraio. 
Il film è stato presentato nella sezione Orizzonti del Festival di Venezia (nomination per regista esordiente ai David di Donatello 2006).

## Trama
Un gruppo di amici si ritrova ogni sabato sera nella villetta di Elisa. Bevono qualche bicchiere, scherzano, demoliscono la casa, fanno tutto quello che devono fare per non accorgersi che stanno diventando grandi. Tutti quanti vivono nella grande periferia, una periferia così lontana dalla città da non potersi quasi chiamare periferia. Nell'arco di pochi mesi si consuma per il gruppo il brusco passaggio dall'adolescenza all'età adulta tra rancori, paure e insicurezze. La vita del gruppo di amici e del piccolo paese rischia di essere turbata dalla relazione adulterina della maestra della scuola elementare del paese, Maria, con il più giovane Gianluca, figlio del candidato al ruolo di sindaco. Gianluca, a sua volta, tradisce la fidanzata Cinzia, della quale è segretamente innamorato Enrico, il migliore amico di Gianluca. Mentre l'altro amico, Davide, risolve nella violenza le sue insicurezze con le donne.

## Colonna sonora
La musica è stata affidata a tre diverse realtà musicali: Nicola Tescar, Marcello Milanese e Dada Swing.
Tra i brani non originali risalta il successo tutto britannico del 1964 di Dave Berry, The Crying Game, riportato in classifica negli anni '90 da Boy George grazie al film omonimo (intitolato in Italia La moglie del soldato), e servito nel disco anche come traccia fantasma, stavolta interpretata dall'attrice Iris Fusetti e eseguita e riarrangiata da Marcello & The Machine.

## Distribuzione
Il film è uscito il 14 ottobre 2005. Il film rientra tra quelli selezionati al 2º Festival de cinema italiano in Brasile.